# 김미선 (만화가)
김미선(1984년 5월 1일~) 대한민국의 만화가이다. 대표작으로는 《아론의 무적함대》가 있다. 네이버 웹툰에 해적을 소재로 한 아론의 무적함대를 연재하였으며, 너구리를 주인공으로 하여 애완동물을 소재로 한 라쿤주의를 발행했다.

## 작품
- 2009년 아론의 무적함대
- 2009년 라쿤주의